# Ранкин (Пенсилванија)
Ранкин (енгл. Rankin) град је у америчкој савезној држави Пенсилванија.

## Демографија
По попису из 2010. године број становника је 2.122, што је 193 (-8,3%) становника мање него 2000. године.
| Група             | 2000.         | 2010.         |
| Белци             | 648 (28,0%)   | 381 (18,0%)   |
| Афроамериканци    | 1.605 (69,3%) | 1.643 (77,4%) |
| Азијати           | 4 (0,2%)      | 3 (0,1%)      |
| Хиспаноамериканци | 8 (0,3%)      | 22 (1,0%)     |
| Укупно            | 2.315         | 2.122         |